# IPhone 5S
iPhone 5s — смартфон корпорації Apple, являє сьоме покоління iPhone і є наступником iPhone 5. Працює на операційній системі iOS 12 (спочатку iOS 7), містить 64-бітний процесор Apple A7 (ARMv8), співпроцесор Apple M7 і сканер відбитків пальців (Touch ID), вбудований в кнопку Home. Виконано в трьох колірних рішеннях («сірий космос», сріблястий і золотий), на відміну від iPhone 5 (чорний і білий) і iPhone 5c (п'ять колірних варіантів, але полікарбонатний корпус).
Був представлений 10 вересня 2013, одночасно з iPhone 5c.

## Характеристики смартфону

### Зовнішній вигляд
Дизайн смартфону дуже схожий на дизайн його попередника — iPhone 5. На тильній стороні є два, а не один спалах, а з клавіші Home забрано іконку і покрито сапфіром (задля уникнення пошкодження сенсора). Розміри смартфону — 123,8х58,6х7,6 мм, він буде доступним у сірому, білому і золотистому кольорах.

### Апаратне забезпечення
Смартфон працює на базі 64-бітного двоядерного процесора Apple A7, що працює із тактовою частотою 1,3 ГГц (архітектура ARMv8, кодова назва «Cyclone»), також вбудовано співпроцесор М7 для оброблення даних з акеселометра і гіроскопа. Графічний процесор — PowerVR G6430 (чотириядерний). Оперативна пам'ять — 1 Гб і вбудована пам'ять — 16, 32 і 64 Гб (слот розширення пам'яті відсутній). Апарат оснащений 4-дюймовим (101,6 мм відповідно) екраном із розширенням 640 x 1136 пікселів, тобто із щільністю пікселів 326 (ppi), що виконаний за технологією IPS LCD. В апарат вбудовано 8-мегапіксельну основну камеру, що може знімати Full HD-відео (1080p) із частотою 30 кадрів на секунду і HD-відео (720p) із частотою 120 кадрів на секунду, і фронтальною 1,2-мегапіксельною камерою (720p, 30 кадрів на секунду). Дані передаються бездротовими модулями Wi-Fi (802.11a/b/g/n), Bluetooth 4.0. Підтримує мобільні мережі 4 покоління (LTE), вбудована антена стандарту GPS + GLONASS. Весь апарат працює від Li-Po акумулятора ємністю 1560 мА·г, що може пропрацювати у режимі очікування 250 годин (10,4 дня), у режимі розмови — 10 годин, і важить 112 грамів. У клавішу Додому встановлено сканер відбитків пальців — Touch ID.

### Програмне забезпечення
Смартфон постачається із встановленою операційною системою власного виробництва Apple — iOS 7. Нова операційна система, порівняно з iOS6, внутрішньо майже не змінилася. Кардинальні зміни відбулися в інтерфейсі: нові піктограми, кольори, шрифти, теки вміщують більше додатків, удосконалено Siri.

## Сприйняття

### Критика
Згідно зі словами Ананда Чандрасехера, віце-президента і голови відділу маркетингу Qualcomm, 64-бітний процесор A7 — це лише маркетинговий хід Apple, оскільки «64-бітна архітектура дозволяє використовувати понад 4-ох Гб оперативної пам'яті, але це не має значення у випадку iPhone 5s. У результаті користувачі отримують „нульову вигоду“ від процесора».
Ресурс «PhoneArena» поставив апарату 9,3 із 10 балів, сказавши, що «iPhone 5s становить собою грозу конкурентам». До плюсів зараховано iOS7, камера («якісні фото при поганому освітленні»), Touch ID («як новий спосіб розблокування»), 120 кадрів на секунду при зніманні 720р відео, до мінусів — акумулятор («час роботи не змінився»).
Гарет Бівіс з ресурсу «TechRadar» поставив 4,5/5, сказавши, що «iPhone 5S є, як й очікувалось, найкращим iPhone, що коли-небудь робив Apple». Сподобались процесор («потужний»), Touch ID («справді крок уперед»), камера («чудова»), не сподобались — ціна («дорогий»), екран («відсутні зміни характеристик»), акумулятор («трішки підозрілий»).
Ендрю Гойл з ресурсу «CNET UK» поставив оцінку 4/5, сказавши, що «з однаковим виглядом від свого попередника і тими ж програмами, що ви можете отримати на більшості моделей iPhone, iPhone 5S насправді не пропонує достатньо для того, щоб виправити оновлення з iPhone 5». Плюсами смартфону названо процесор («надзвичайно потужний»), дизайн («могучий і розкішний»), програмне забезпечення iOS7 («просте у керуванні»), камера («чудова»), Touch ID («працює відмінно»), мінусами — ціна («дуже дорогий»), дизайн («однаковий як в iPhone 5»), відсутність слоту розширення пам'яті і незмінний акумулятор, екран («та ж діагональ і розширення»).
Девід Пірс з ресурсу «TheVerge» поставив 8,8/10, сказавши, що «найвидатнішим досягненням Apple у iPhone 5S була зміна всього, тоді як здається, що не було змінено майже нічого». До переваг було зараховано дизайн («чудовий»), процесор («надшвидкий»), камера («фантастична»), до недоліків — діагональ екрану («4-дюймові смартфони починають відчуватися малими»), операційна система («iOS далека від досконалості»).
Даррел Етерінгтон з ресурсу «TechCrunch» сказав, що «Apple знову виграла право задавати еталон серед смартфонів», плюсами назвав оптичний сенсор відбитків пальців, процесор («великий зріст продуктивності порівняно з iPhone 5»), камера («велична»), мінусами — знімання зі спалахом, ціна.
Міріам Джоір з ресурсу «Engadget» сказав, що швидкість роботи процесора iPhone 5S, згідно з даними різних тестів, зросла на 50-300 %, сам смартфон є «солідним намаганням компанії Apple, але справжню вартість цих зусиль ще потрібно визначити». Якщо розробники використають переваги додаткового процесора і 64-бітної архітектури, то iPhone 5S «дійсно сяятиме», а якщо ні — тоді споживачі чекатимуть ще рік.

### Продажі

#### В Україні
В Україні iPhone 5s почав продаватися у жовтні 2013 року. 16 Гб-версія iPhone 5s коштуватиме від 7999 ₴. Згідно із повідомленням компанії «Цитрус» кількість попередніх замовлень на iPhone 5s і iPhone 5c є більшою ніж на торішній iPhone 5. З більш ніж 5000 замовлень, 91 % — замовлення на iPhone 5s (серед них 60 % припадає на модель сірого кольору, 35 % — золотого, 5 % — білого). Зі всіх версій найбільше замовлень отримано на смартфон з 16 Гб вбудованої пам'яті (68 %), 32 Гб-версія — 17 %, 64 Гб-версія — 15 %. Серед iPhone 5c найпопулярніші апарати синього кольору (54 %), білого — 24 %, зеленого — 11 %, червоного — 6 %, жовтого — 5 %.

#### У світі
iPhone 5s почав продаватися 20 вересня 2013 року в 11 країнах світу. Це західноєвропейські країни (Велика Британія, Німеччина, Франція), країни Північної Америки (США (також Пуерто-Рико), Канада), Японія, Китай (також Гонконг), Сінгапур й Австралія. У Великій Британії 16 Гб-версія iPhone 5s коштуватиме 549 £, 32 Гб — 629 £, 64 Гб — 709 £ (що у кожному випадку на 20 £ дорожче ніж iPhone 5). У решті Європи 16 Гб версія коштуватиме 699 €.
Продажі у Китаї також почалися 20 вересня 2013 року, а сам смартфон можна буде зарезервувати зі 17 вересня. Проте експерти й інвестори побоюються щодо успіху такого розширення ринку. Згідно зі словами Джена Доусона, головного аналітика з питань телекомунікацій компанії Ovum, випуск бюджетного iPhone — це хороший хід задля завоювання китайського ринку, але є побоювання, що бюджетний iPhone «з'їсть» частку продажів звичайного оскільки «дешевий» iPhone 5c є надто дорогим.
За повідомленнями BBC, у Великій Британії смартфон iPhone 5s став недоступним на сайті Apple менше ніж за годину після початку продажів. Це пов'язано із великим попитом і малою кількістю смартфонів iPhone 5S, натомість iPhone 5c надійшов у великій кількості (оператори мобільного зв'язку припускають, що Apple такими діями намагається збільшити обсяги продажів саме молодшої версії, тому що попередні замовлення на неї були малими). Такі ж проблеми виникли у США, Китаї та Австралії.
Згідно із повідомленнями Apple, які вона розповсюдила у понеділок 23 вересня 2013 року, з моменту початку продажів (20 вересня 2013 року) було продано 9 млн нових моделей смартфонів (iPhone 5S й iPhone 5C), проте компанія не вказала співвідношення проданих 5S і 5C версій. Аналітична компанія Localytics оприлюднила дані, згідно з якими за цей час версій iPhone 5S було активовано втричі більше, ніж iPhone 5C.

## Цікаві факти
- 11 вересня 2013 року, на наступний день після представлення нових смартфонів, акції компанії Apple впали на 5,4 %. Аналітики пояснюють це невдалим вибором маркетингової політики компанією — «бюджетний» iPhone 5c занадто дорогий[24][25][20].
- Ресурс iFixit, що займається публікацією онлайн інструкцій щодо ремонту різної електроніки, поставив iPhone 5s 6/10 у придатності для ремонту (10 — найлегше здійснити ремонт)[3].
- Хакери оголосили конкурс зі злому оптичного сканера відбитків пальців Touch ID, перший, кому це вдасться отримає 10 000 £, «пляшки випивки та інші призи»[26]. Touch ID, згідно із заявою німецьких хакерів, був зламаний через два дні з моменту початку продажів iPhone 5s[27].
- Алан Франкен (сенатор від штату Міннесота) на наступний день після оголошення конкурсу зі злому Touch ID звернувся до Тіма Кука (голова Apple) з відкритим листом щодо роботи оптичного сенсора відбитків пальців. У ньому сенатор цікавиться, чи можуть відбитки пальців бути отримані з пам'яті iPhone і чи можливо їх отримати з віддаленого приладу сторонніми особами; чи буде Apple надавати ФБР доступ до відбитків пальців у рамках федерального закону «Патріотичний акт», як щодо власних громадян, так й іноземців[28].
- Новий процесор A7 виробляється компанією Samsung[29] і за тим самим технологічним процесом, що і Samsung Exynos 5410[30], навіть незважаючи на те, що Apple підписала угоду з TSMC щодо виготовлення SoC[31] і постійні патентні війни між концернами[32].
- Через декілька днів після початку продажів, компанія Gold Genie представила iPhone 5s, що інкрустований золотом, платиною і рожевим золотом, коштуватимуть 1,781 £, 1,865 £ і 1,831 £ відповідно за 16 Гб версію[33]
- За оцінками вартість виготовлення версії iPhone 5s із 16 Гб внутрішньої пам'яті коштує 198,7 $, з них вартість матеріалів — 190,7 $ і вартість збирання — 8 $; версія на 32 Гб коштує 208,1 $, з них вартість матеріалів — 200,1 $ і вартість збирання — 8 $; версія на 64 Гб коштує 218,3 $, з них вартість матеріалів — 210,3 $ і вартість збирання — 8 $. Тобто з врахуванням вартості для покупців на версію з 16 Гб (649 $), 32 Гб (749 $), 64 Гб (849 $) пам'яті, націнка становить 69 %, 72 % і 74 % відповідно[34][35].

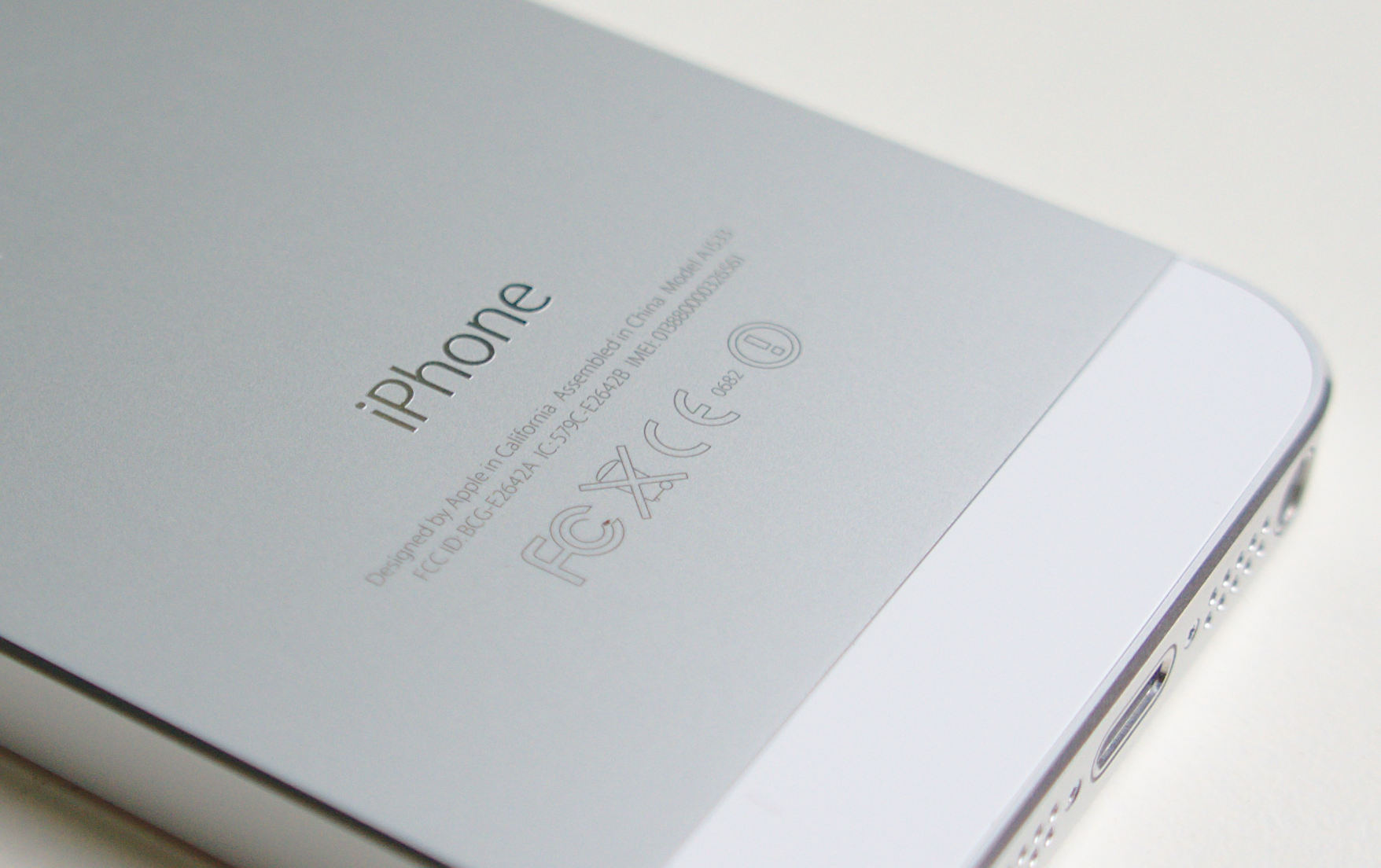
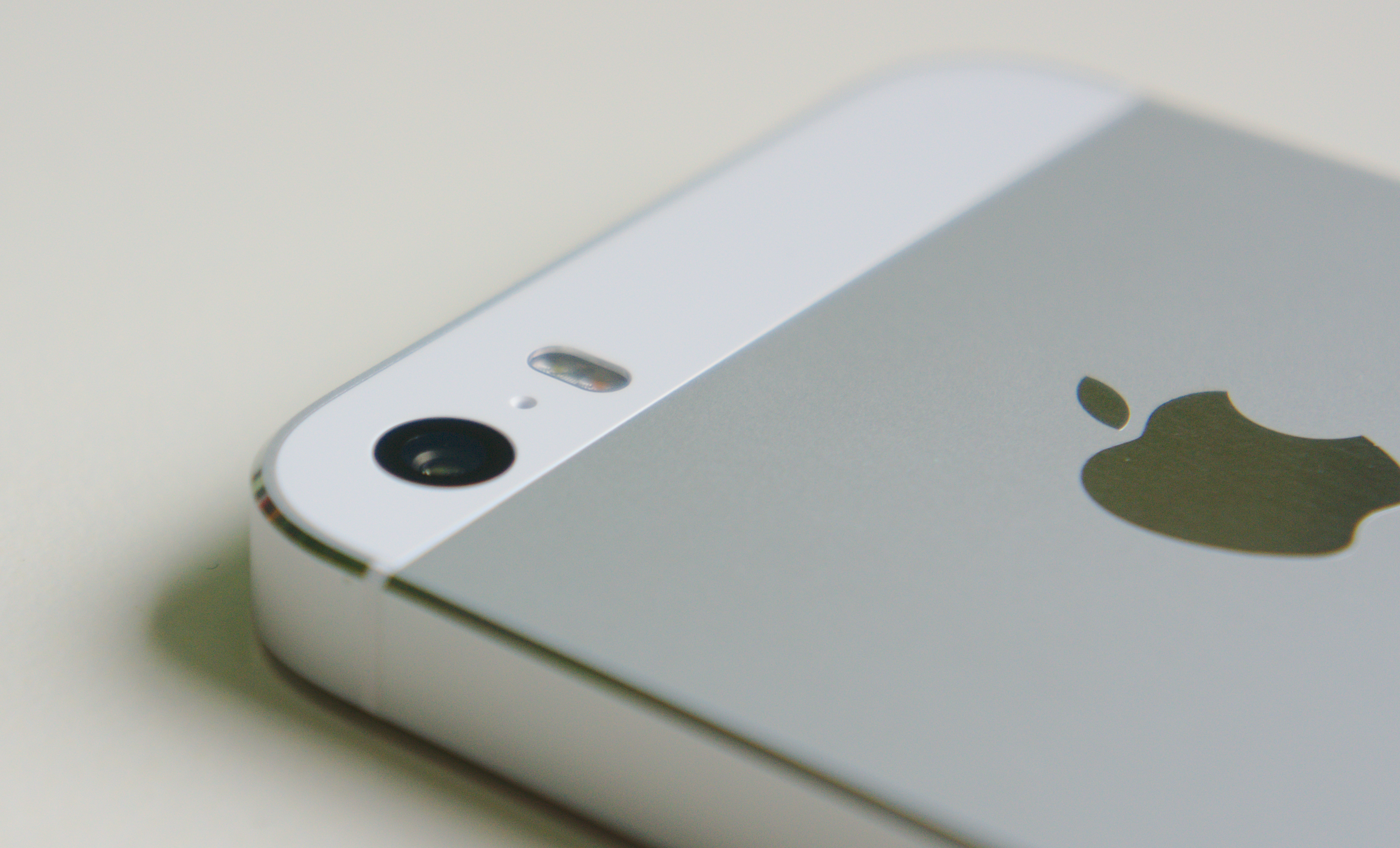
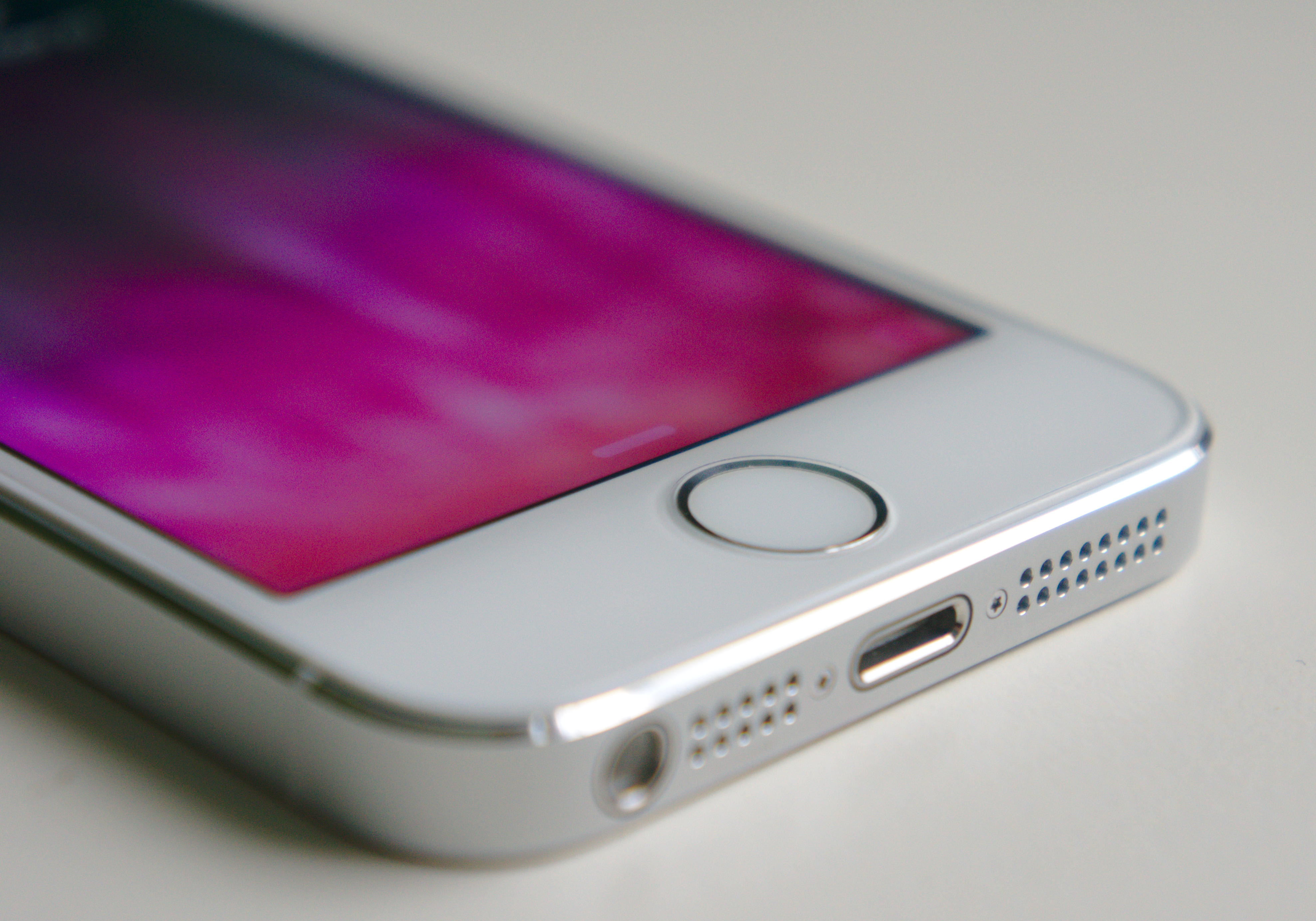
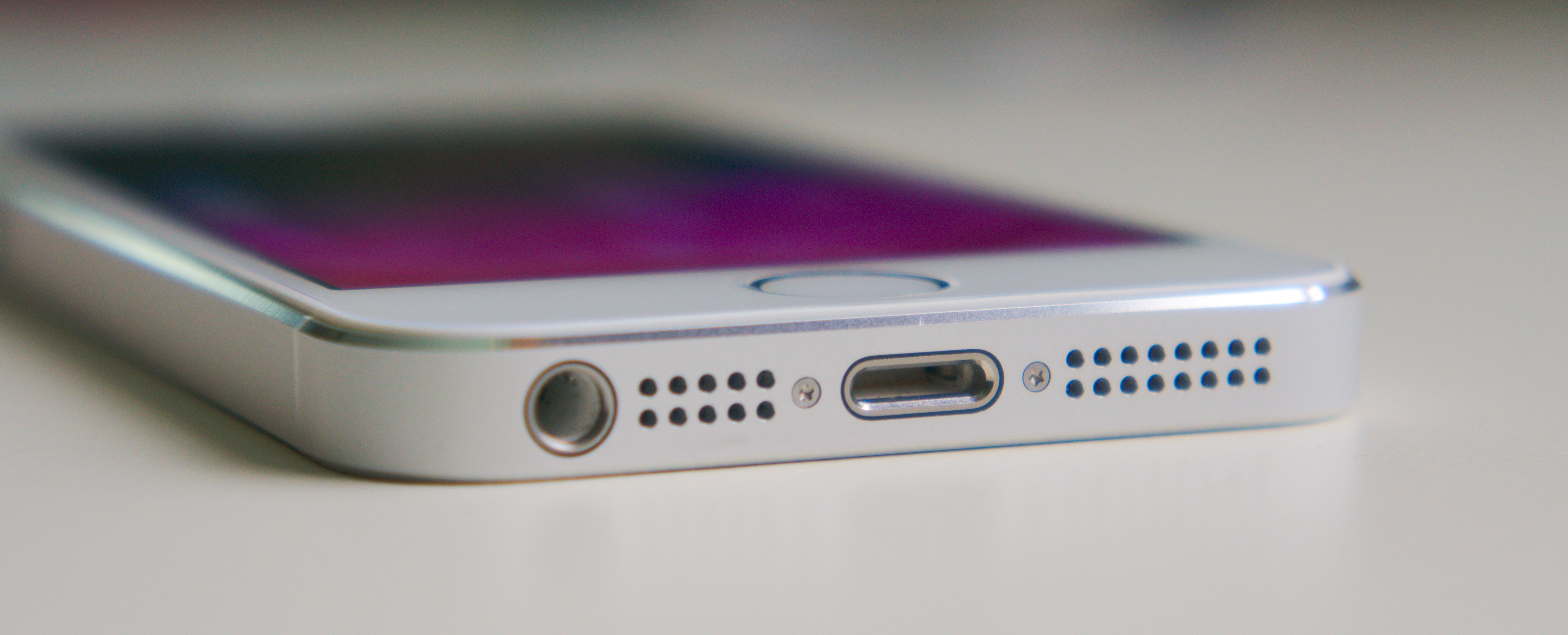
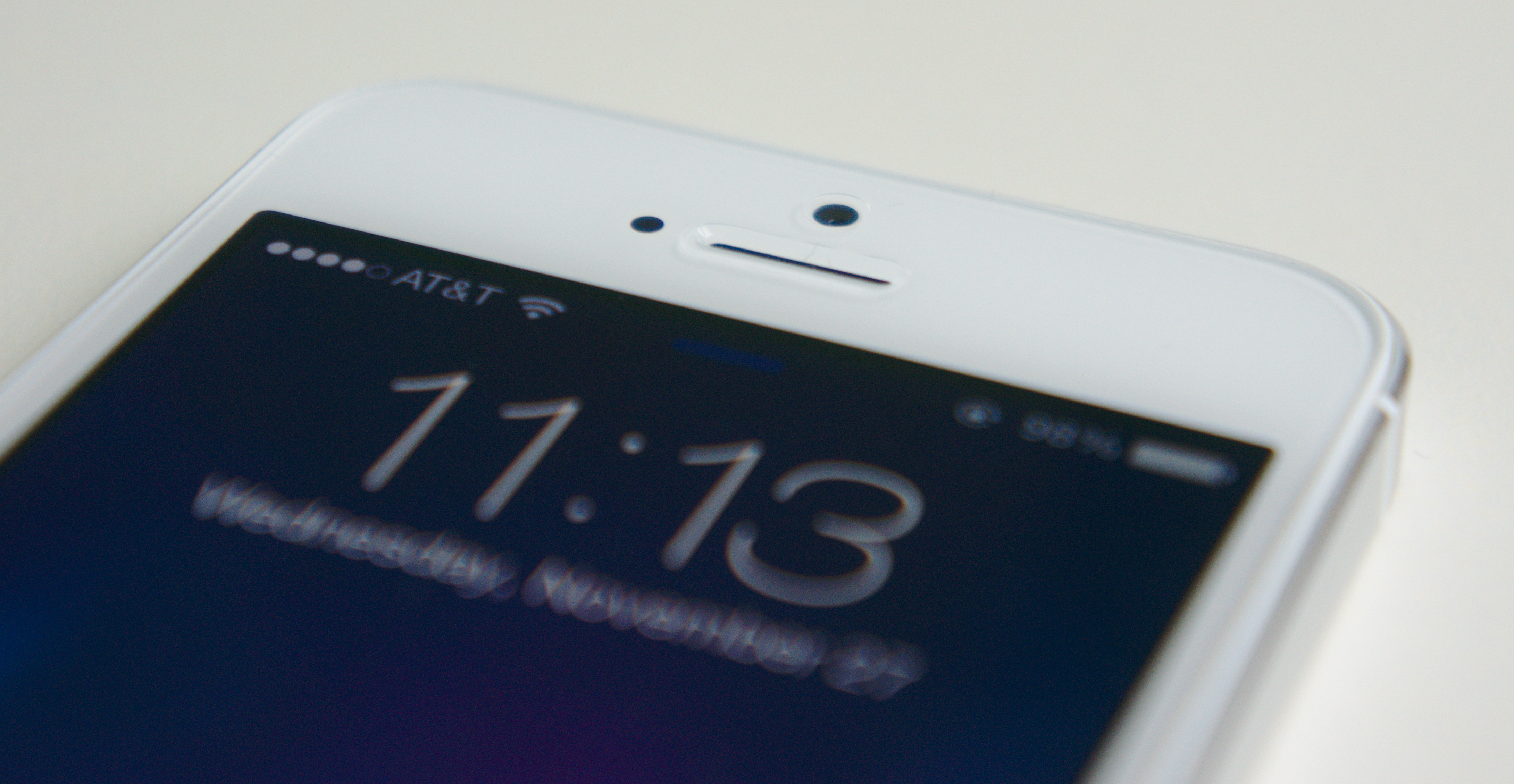
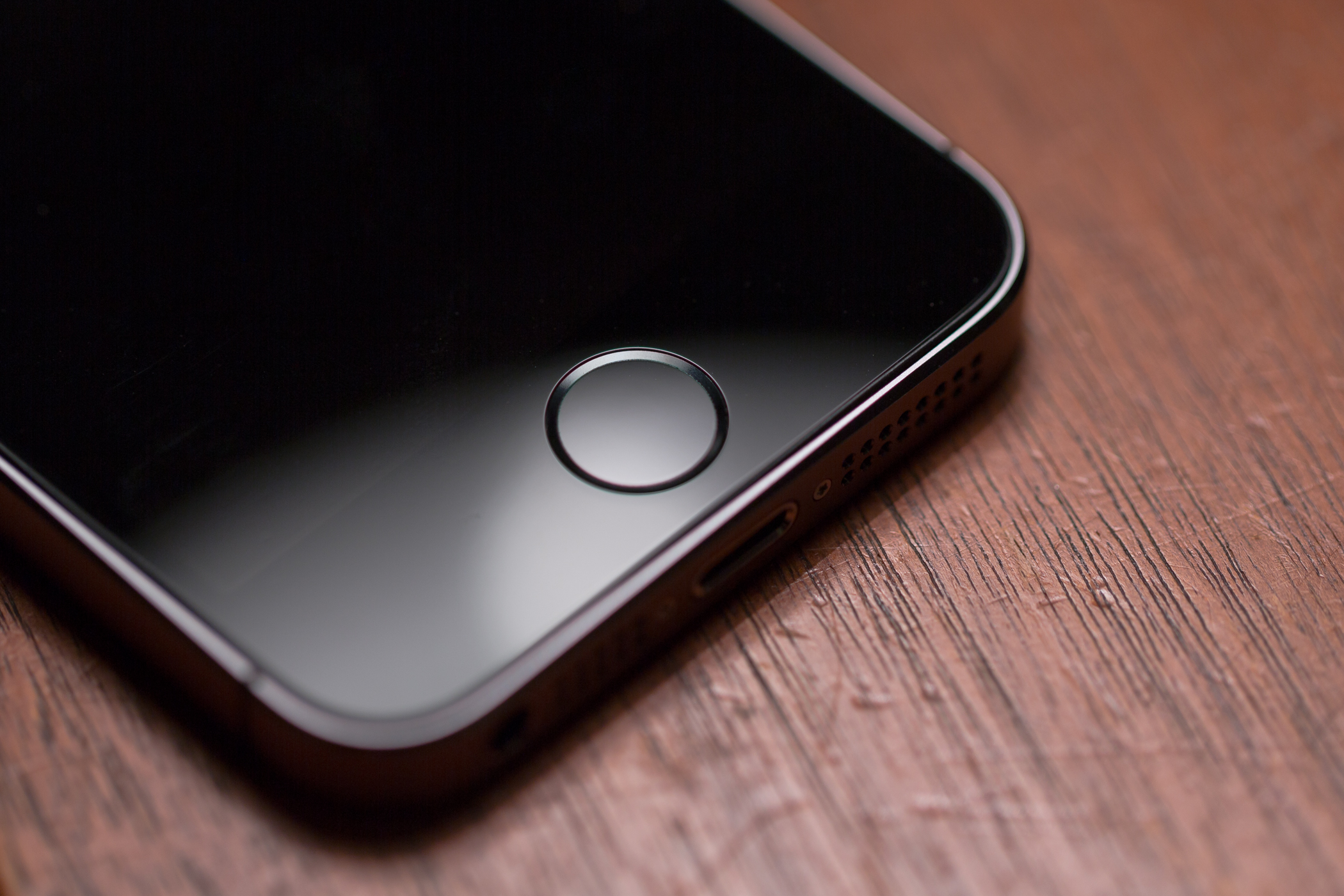
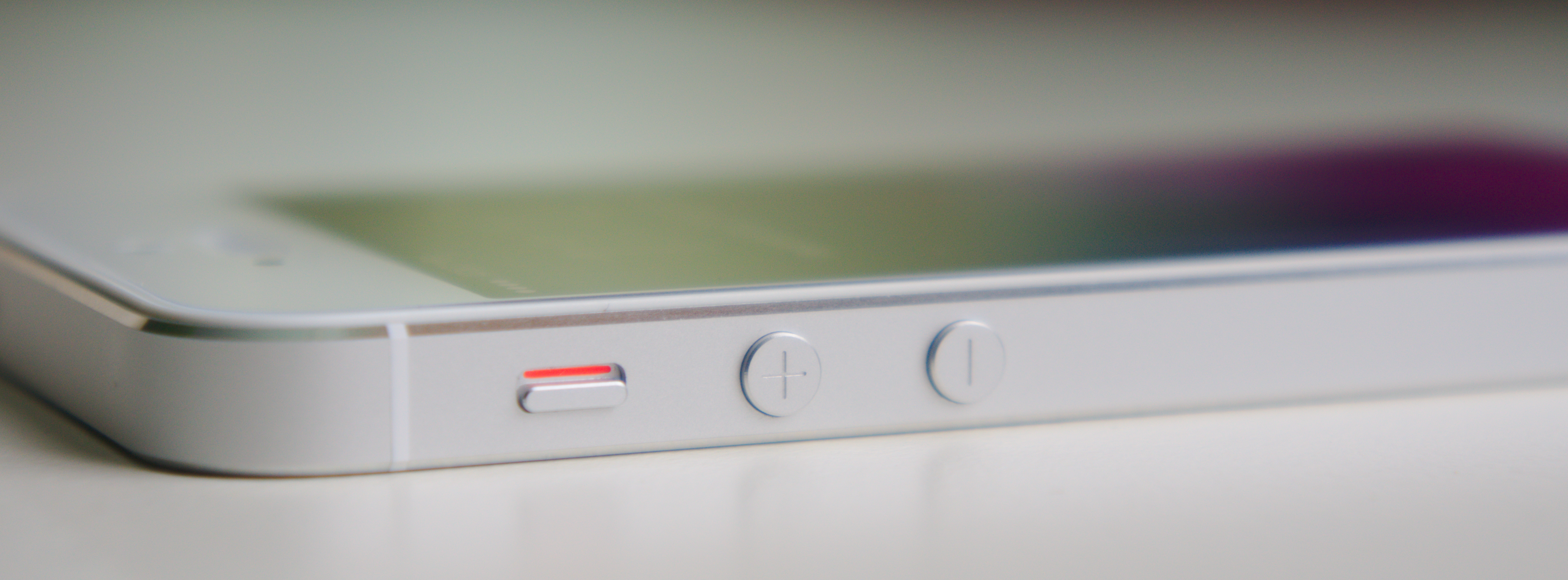